# Qiu Ersao
Qiu Ersao (1822–1853), fue una rebelde china y comandante militar durante la Rebelión Taiping. Originalmente una líder religiosa dentro del Tiandihui, mandaba un destacamento de quinientas mujeres soldado. 

## Vida
Nacida en Qiaoxu, condado Guixian, en la provincia de Guangxi, su esposo era un adicto al opio por lo que era ella la que se encargaba del sustento familiar preparando y vendiendo dulces en el mercado local. Cansada de la corrupción y los abusos de las autoridades, en el otoño de 1849 se unió al movimiento rebelde Tiandihui y aprendió artes marciales. En 1850 se unió a la Rebelión Taiping y junto con Su Sanniang comandó sus tropas femeninas. Qiu Ersao decoró su espada con pompones rojos y además de como combatiente destacaba como oradora. Murió en un enfrentamiento contra la milicia local en el otoño de 1853, cuando alcanzada por fuego enemigo, cayó del caballo.